# Impact X Division Championship
Het Impact X Division Championshop is een professioneel worstelkampioenschap dat gecreëerd werd en eigendom is van de Amerikaanse worstelorganisatie Impact Wrestling (voorheen bekend als Total Nonstop Action Wrestling (TNA)). Het was vooral verdedigd in een TNA's X Division - een stijl gebaseerd op een snelle, gewaagde soort worstelen. Dit titel debuteerde op 19 juni 2002 in de opnames van de tweede wekelijkse TNA pay-per-view (PPV) evenement.
De titel was eerder bekend als het NWA X Championship, het NWA-TNA X Championship, het NWA-TNA X Division Championship, het TNA X Division Championship, het Impact Wrestling X Division Championship en het GFW X Division Championship.

## Huidige kampioen
| Huidige kampioen | Datum           | Vorige kampioen | Evenement       |
| ---------------- | --------------- | --------------- | --------------- |
| Trey Miguel      | 23 oktober 2021 | Josh Alexander  | Bound for Glory |